# Peter I. Pfäffinger
Peter Pfäffinger (oder Pfaffinger) war Augustiner-Chorherr und als Peter I. von 1357 bis 1362 Propst des Klosterstifts Berchtesgaden.

## Herkunft und Wirken
Peter stammt aus dem Geschlecht der Pfäffinger zu Salmanskirchen, das in Niederbayern viele Güter besaß und über mehrere Generationen hinweg das Amt des niederbayerischen Erbmarschalls innehatte. Sein Vater war Andreas II. Pfäffinger, seine Mutter Margarete Harskircher. Weitere bekannte Familienangehörige waren Gentiflor († 1503) und sein Sohn Degenhart Pfäffinger zu Salmanskirchen (1471–1519).
Das Wappen der Pfäffinger war ein aufsteigender weißer Löwe mit gelber Inful in einem roten Feld.
Als Augustinerchorherr wurde Peter Pfäffinger 1357 zum Stiftspropst des Augustiner-Chorherrenstifts in Berchtesgaden gewählt und als solcher den Reichsfürsten gleichgestellt. Wiewohl in seine Regentschaft u. a. ein Krieg zwischen dem Bayernherzog Stephan und dem Salzburger Erzbischof Ortolf fielen, ist hierzu und auch sonst vom Wirken Pfäffingers in seiner Amtszeit als Propst bis 1362 nichts weiter bekannt.